# Dillsboro (Karolina Północna)
Dillsboro – miasto w Stanach Zjednoczonych, w stanie Karolina Północna, w hrabstwie Jackson.